# Five Hot Stories for Her
Five Hot Stories for Her ist ein spanischer Pornofilm der schwedischen Regisseurin Erika Lust aus dem Jahre 2007. Er wurde insbesondere für Frauen und Paare gedreht. Der Film enthält den Film The Good Girl aus dem Jahre 2005.

## Handlung
Der Film zeigt fünf moderne Kurzgeschichten mit Fokus auf ein weibliches Publikum. Die Geschichten wurden in Spanien gedreht und beinhalten Fantasien wie erste lesbische Erfahrungen, ein Dreier mit zwei Männern, Unterwerfung als Sklavin, die Verführung eines Pizzakuriers und die Liebe zwischen Männern. In der deutschen Fassung des Films fehlt die schwule Episode.

## Auszeichnungen
- 2005: Bester Kurzfilm (The good Girl); FICEB Award
- 2007: Best Script (FICEB Award, Barcelona)
- 2007: Best Film for Women (Eroticline Award, Berlin)
- 2008: Honorable Best Mention (CineKink Festival, New York)
- 2008: Best Movie of the Year (Feminist Porn Awards, Toronto)